# Irwiniella congrua
Irwiniella congrua är en tvåvingeart som först beskrevs av Walker 1858.  Irwiniella congrua ingår i släktet Irwiniella och familjen stilettflugor. Inga underarter finns listade i Catalogue of Life.